# إيجل كريستيانسن
إيجل كريستيانسن (بالبوكمول: Egil Kristiansen) هو متزحلق نرويجي، ولد في 18 يناير 1966 في ليلهامر في النرويج.

## وصلات خارجية
- إيجل كريستيانسن على موقع الاتحاد الدولي للتزلج (التزلج الريفي) (الإنجليزية)
- إيجل كريستيانسن على موقع أوليمبيديا (الإنجليزية)